# 최수민 (래퍼)
최수민(2000년 4월 11일 ~ )은 대한민국의 래퍼이다.

## 출연작
- 언더나인틴 출연

## 곡
- Phone call-EDd
- sik k-party(cover by-EDd)
- Friend-EDd
- 쇼미예선-EDd
- 2019-EDd
- 철부지-EDd
- 자업자득-EDd